# История почты и почтовых марок Хорватии
История почты и почтовых марок Хорватии подразделяется на периоды, соответствующие почтовым системам государств, в составе которых находилась территория Хорватии (Австро-Венгрия, Югославия), период Независимого государства Хорватия (НГХ; 1941—1944) и современной Хорватии (с 1991).

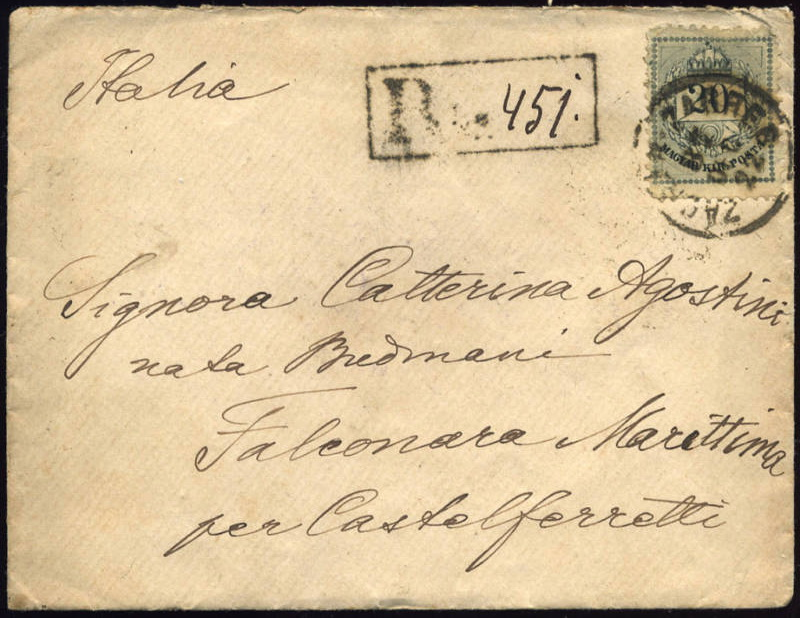
Почтовый конверт, франкированный маркой Венгрии и отправленный из Загреба в 1887 году

## В составе Австрийской империи и Австро-Венгрии
Почтовая история Хорватии тесно связана с развитием почты на территории Австрийской империи и Австро-Венгрии (до 1918).
С XVII века на территории нынешней Хорватии была организована регулярная почтовая служба с фиксированными тарифами. Чиновники, сопровождавшие почтовые кареты, носили униформу. Символом почтовой службы стал рожок. На территории Хорватии работала почтовая служба семьи Турн-и-Таксис. Право на организацию почты было также предоставлено семье Паар.
В XVIII веке почтовая служба перешла от семьи Паар под государственное управление. В 1722 году по распоряжению императора Карла VI некоторые крупные почтовые отделения перешли к государству, небольшие конторы были переданы дворянам.
Управление Хорватской почтой XVIII века осуществлялась через три административных центра: Вараждин, Осиек и Карловац. До 1822 года все три почтовых центра были под властью Вены, а затем до 1848 года — Пешта. В XIX веке был принят закон, согласно которому регулировалась организация почтовых услуг. Доставка почты осуществлялась через главные почтовые центры. Первое государственное почтовое отделение в Загребе было организовано в 1831 году в женском монастыре монахинь Клариссы на улице Опатичка (ныне Загребский городской музей).
11 августа 1848 года бан Хорватии Йосип Елачич издал указ о создании Главного управления почт в Загребе, таким образом создавая первую национальную почтовую администрацию в Хорватии, с названием Главное управление почт в Хорватии и Славонии.
1 июня 1850 года на территории Хорватии поступили в обращение первые марки — марки Австрийской империи, которые имели хождение до 31 июля 1871 года. С 1 мая 1871 года использовались марки Венгрии. Календарные штемпеля в почтовых конторах были также венгерского типа.

## В составе Государства СХС и Королевства Югославия

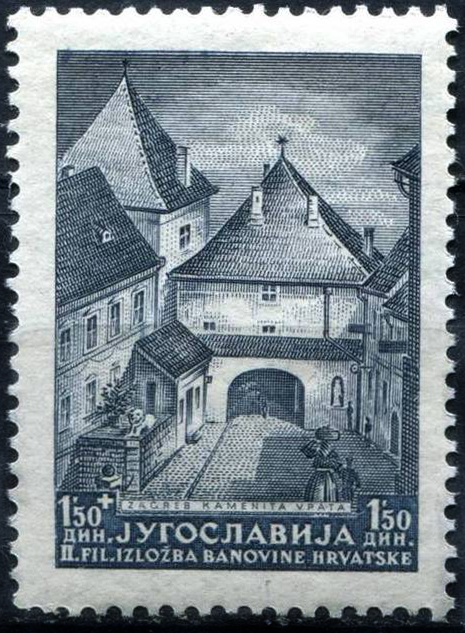
Марка Югославии (фактически НГХ), посвящённая II национальной филателистической выставке в Загребе, 1941(Mi #439)

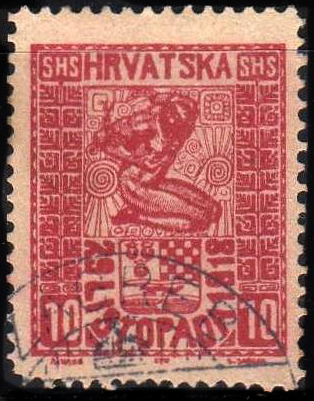
Королевство СХС. Загребская дирекция «Освобождённая Хорватия», 1918(Mi #51)

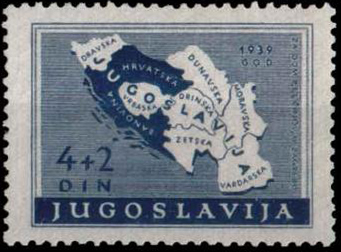
Почтово-благотворительная марка Югославии, в пользу ПТТ Загреба, 1940(Mi #417)

Вскоре после провозглашения Государства Словенцев, Хорватов и Сербов, 18 ноября 1918 года вышли марки Загребской дирекции — на имевшихся запасах венгерских марок сделали надпечатки хорв. «Hrvatska / SHS» («Хорватия. СХС»). 29 ноября того же года специальной серией из четырёх марок было отмечено провозглашение независимости. На миниатюрах была изображена аллегория «Освобожденная Хорватия» и герб.
15 января 1919 года в обращение поступила серия из 10 стандартных марок оригинальных рисунков с надписью «Državna posta S.H.S. / Hrvatska». На миниатюрах были изображены следующие сюжеты: ангел мира, матрос со знаменем и соколом, сокол как символ свободы. Загребская дирекция выпускала также газетные и доплатные марки. Все выпуски печатались в Загребе и использовались на территории Хорватии и частично в других регионах Государства (Королевства) СХС.
В апреле 1921 года марки Загребской дирекции были изъяты и заменены общегосударственными знаками почтовой оплаты Королевства СХС.
5 января 1919 года в Белграде было создано Министерство почт и телеграфов Королевства СХС, а на территории государства — 9 почтовых и телеграфных управлений (директоратов). Главное управление хорватских директоратов находилось в Загребе.
После создания в августе 1939 года Хорватской бановины в Королевстве Югославия, почтовая служба осталась общей, однако в марте 1940 года в пользу почтово-телеграфно-телефонной службы (ПТТ) Загреба была издана серия из пяти почтово-благотворительных марок с рисунками на исторические темы. В марте 1941 года двумя марками была отмечена вторая национальная филателистическая выставка, проходившая в Загребе. Эти миниатюры были переизданы в другом цвете 13 апреля 1941 года, то есть через три дня после провозглашения Независимого государства Хорватия, и являются по сути марками НГХ, хотя все каталоги относят их к выпускам Югославии.

## Независимое государство Хорватия

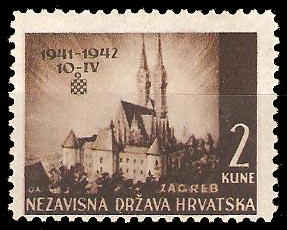
Первая коммеморативная марка НГХ, 1942(Mi #78)

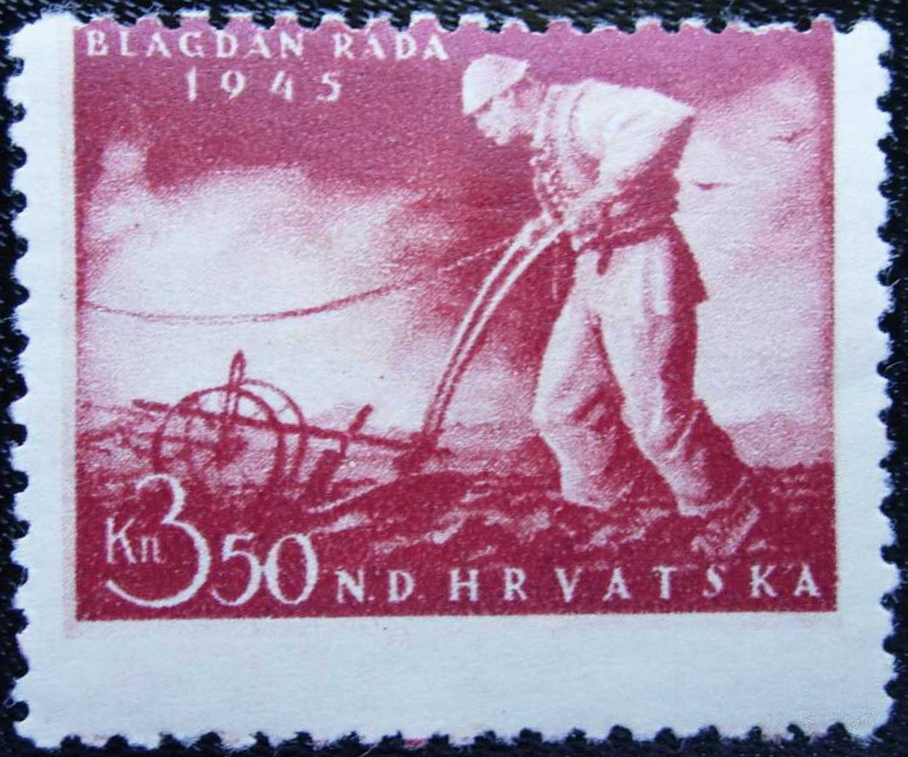
Последняя марка НГХ, 1945(Mi #178)

Первые марки Независимого государства Хорватия (НГХ) появились 12 апреля 1941 года. Это была надпечатка чёрной краской названия государства Nezavisna Država Hrvatska на марках Югославии 1939 года с портретом короля Петра II Карагеоргиевича. С июня того же года начала издаваться первая стандартная серия с видами страны и номиналами в кунах.
В октябре 1941 года вышли первые почтово-благотворительные марки НГХ, дополнительный сбор от которых шёл в фонд Красного Креста. Первый почтовый блок вышел в марте 1942 года. Он был посвящён выставке моделей самолётов, проходившей в пользу хорватской авиации. В апреле 1942 года были выпущены первые коммеморативные марки, в честь первой годовщины независимости НГХ. Особо следует отметить, что почти все памятные марки выходили либо малых листах (из 8—9 экземпляров), либо в листах из 25 экземпляров, в центре которых находились от 1 до 9 купонов с рисунками или надписями. На некоторых марках и блоках имеются знаки гравёров.
Последняя марка НГХ с изображением пашущего крестьянина вышла 1 мая 1945 года. Она была посвящена Дню труда.
В 1951 году в Монтевидео (Уругвай) вышли марки так называемого «эмигрантского правительства Независимого государства Хорватия», представлявшие собой частные благотворительные марки.

### Оккупационные и местные выпуски
В 1943 году в Задаре, оккупированном немецкими войсками, выхододили марки с надпечатками нем. «Deutsche / Besetzung / Zara» («Немецкая оккупация Зара»).
Меджимурье
В апреле 1941 года в городе Чаковец, расположенном в междуречье Муры и Дравы (Меджимурье), на стандартной серии Югославии была сделана надпечатка герба и текста «Država Hrvatska. Međimurje» (Государство Хорватия. Меджимурье). Однако выпуск не получил официального признания, а территория вскоре была оккупирована Венгрией.
Шибеник
В 1943 году хорватские власти эмитировали марки для почтовых нужд в Шибенике.

## В составе Федеративной Югославии

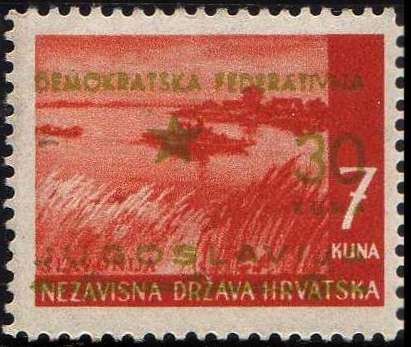
Почтовая марка, выпущенная в Сплите, 1945(Mi #18)

После освобождения Югославии на стандартных марках НГХ в Сплите (в марте 1945) и в Загребе (в июне 1945) были сделаны надпечатки новых номиналов в хорватских кунах и текста «Demokratska Federativna Jugoslavija» (Демократическая Федеративная Югославия). Они использовались в Сплите до 30 июня, в Загребе до 31 октября. В Загребе также надпечатали доплатные марки. С 1945 и по 1991 год в Хорватии в обращении находились знаки почтовой оплаты Югославии.
10 октября 1990 года Парламент Хорватии учредил национальную компанию Хорватская почта и телекоммуникации (ХПТ).

## Современная Республика Хорватия

Первая стандартная марка Хорватии, 1991(Mi #182)

21 ноября 1991 года вышла первая стандартная марка современной Хорватии — надпечатка нового номинала на почтово-налоговой марке, выпущенной в апреле того же года. С февраля 1992 года стала выходить первая стандартная серия под названием «Хорватские города». Всего до февраля 1994 года было издано 14 номиналов в хорватских динарах. После введения в обращение хорватской куны, с июня 1994 года начался выпуск новой стандартной серии «Туристические достопримечательности», посвящённой 150-летию туризма в Хорватии.
Первая коммеморативная марка республики поступила в обращение 10 декабря 1991 года. Она посвящалась провозглашению независимости. На миниатюре была изображена Золотая книга независимости. Автором марки был Здравко Тишляр. Регулярный выпуск коммеморативных марок начался в 1992 году.
Практикуется издание марок в малых листах.
На всех знаках почтовой оплаты Хорватии помещается изображение герба — геральдический щит с тёмными и светлыми квадратами в шахматном порядке, эмблемы и аббревиатуры названия почтового ведомства.
Марки Югославии использовались до 1 января 1992 года, допускались и смешанные франкировки.
1 января 1999 года Хорватская почта и телекоммуникации была разделена на две компании: Хорватская почта Inc и Хорватские телекоммуникации Inc.

### Сербская Краина

Почтовая марка Хорватии, в честь взятия хорватскими войсками города Книн — столицы непризнанной Республики Сербская Краина, 1995(Mi #330)

В 1991—1995 годах на территории Хорватии существовало самопровозглашённое государственное образование — Республика Сербская Краина (РСК), которая осуществляла собственную эмиссионную политику. В 1995 году восточная часть бывшей РСК была преобразована в Сремско-Бараньскую область (СБО) под управлением ООН. СБО выпускала свои марки до 1997 года.

## Другие виды почтовых марок

### Авиапочтовые
24 июля 1991 года Хорватская почта ввела в обращение марку для авиапочтовых отправлений. Затем в 1991 и 1992 годах было ещё три эмиссии авиапочтовых марок. Они посвящались трассам Загреб — Дубровник, Загреб — Сплит, Загреб — Пула, Загреб — Осиек.

### Доплатные
Первые доплатные марки Независимого государства Хорватия — надпечатки на доплатных марках Югославии текста «Nezavistna / Država / Hrvatska» и герба, вышли в апреле 1941 года. В сентябре того же года в обращение поступили марки оригинальных рисунков. Последние доплатные марки НГХ вышли в 1944 году.
| Другие виды почтовых марок        | Другие виды почтовых марок                    | Другие виды почтовых марок                 | Другие виды почтовых марок         |
| --------------------------------- | --------------------------------------------- | ------------------------------------------ | ---------------------------------- |
|                                   |                                               |                                            |                                    |
| 1941: доплатная марка НГХ (Mi #7) | 1945: первая марка полевой почты НГХ, (Mi #1) | 1944: почтово-налоговая марка НГХ, (Mi #4) | 1942: служебная марка НГХ, (Mi #6) |

### Марки полевой почты
В январе и апреле 1945 года почта НГХ выпускала марки полевой почты. В январе вышли марки с изображением герба НГХ, надписью «Bojno-poštanska zamotna naljepnica» и специальными графами внизу для почтовых отметок. В апреле вышла марка полевой почты с видом реки Неретвы.

### Почтово-налоговые
Первая почтово-налоговая марка НГХ вышла в октябре 1942 года. Последняя серия из 5 почтово-налоговых марок НГХ издавалась с января по июнь 1944 года, сбор предназначался на военные нужды.
С 1977 года почтово-налоговые марки Югославии стали выходить отдельно для разных республик, в том числе и для Хорватии. В 1987 году такая марка поступила в обращение только в Хорватии в связи с Универсиадой в Загребе.
В апреле 1991 года начался выпуск почтово-налоговых марок с названием государства «Республика Хорватия». Почти все они печатались в листах из 25 марок и пяти купонов, четыре из которых размещены в виде квартблока в нижнем правом углу. Почтово-налоговые марки по сути являются первыми выпусками независимой Хорватии, хотя их использование ограничивалось почтово-налоговыми целями.
Выпуск почтово-налоговых марок продолжился и после отделения Хорватии от Югославии. На знаках оплаты, поступивших в декабре 1991 года, — текст статьи первой Конституции Республики на английском, хорватском, французском, немецком, русском и испанском языках. Все эти марки изданы в одном листе.
В 1997 году Хорватский парламент отменил закон об обязательном использовании почтово-налоговых марок на внутренних отправлениях. Однако в ноябре 2001 года почтово-налоговые марки снова были введены в обязательное применение. Изданные между июнем 1997 и ноябрем 2001 года марки, напоминающие почтово-налоговые марки Хорватии, являются частными благотворительными марками.

### Служебные
Служебные марки НГХ выпускались с февраля 1942 по март 1944 года. На них был изображён герб НГХ.

## Фантастические выпуски
В 1945 году на марках Югославии были сделаны надпечатки несуществующего государства под названием «Советская Социалистическая Республика Хорватия» (хорв. NDH SSR). Данный выпуск является спекулятивно-фантастическим.

## Развитие филателии
С 1941 года в Хорватии издаётся ежеквартальный журнал Хорватского союза филателистов «Hrvatska filatelija».